# Panna Maria Opavská
Panna Maria Opavská je oslovení Panny Marie, které se vztahuje k milostnému obrazu, jenž se nachází na opavském Dolním náměstí v kostele sv. Vojtěcha nad hlavním oltářem. Podle legendy namalovala obraz dcera polského malíře. 

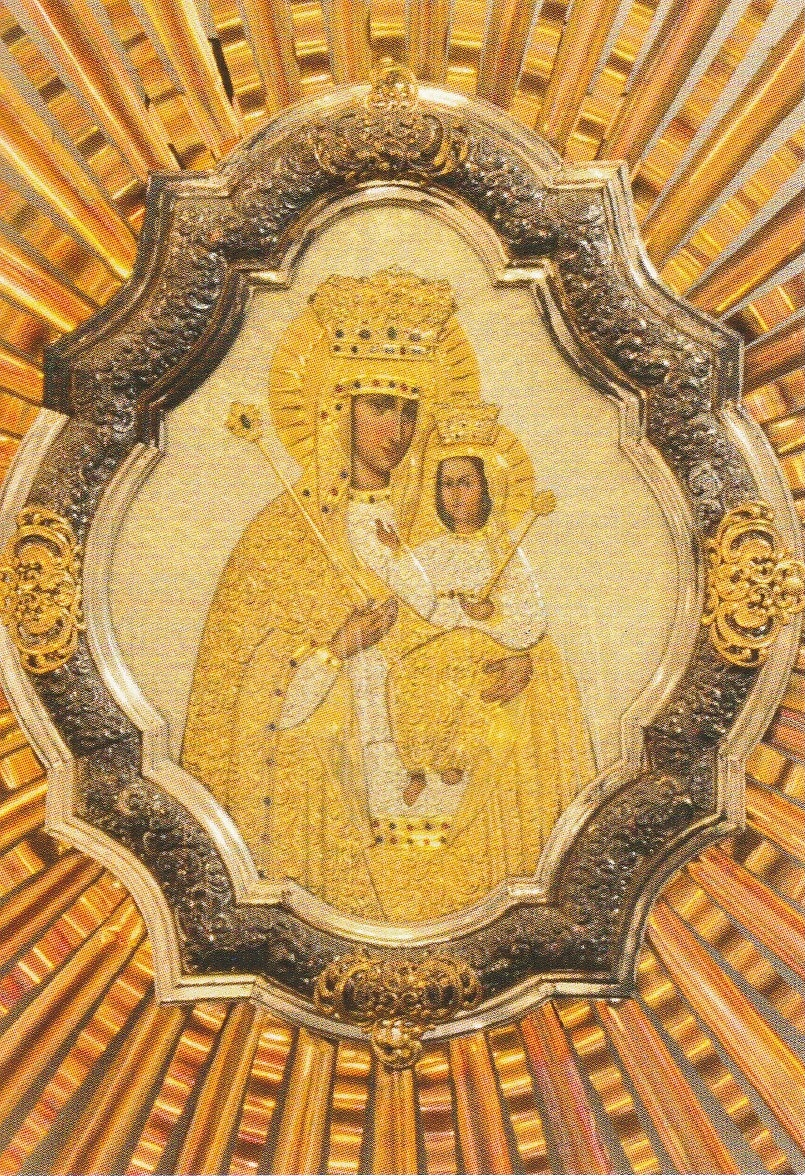
Milostný obraz Panny Marie na Dolním náměstí v Opavě

## Původní obraz
Obraz byl věnován kostelu hrabětem Štěpánem z Vrbna s finančním obnosem 300 tolarů s intencí, aby zde byla každou sobotu pořádána mariánská pobožnost. Popis obrazu z roku 1732 je následující: "Obraz oválného tvaru je 155 cm vysoký, 117 cm široký s rámem 28 cm širokým. Od obrazu vycházejí paprsky dlouhé od 68 cm do 150 cm. Hlava Matky Boží a Ježíška je zdobena zlatými korunkami a drahokamy. Matka i dítě drží v ruce žezlo. Celý obraz je až po ruce a hlavu potažen stříbrným plechem se zlatými ozdobami. Také rám je ze stříbrného plechu."
S obrazem se historicky pojí řada mimořádných vyslyšení. V období od 19. října do 25. října 1732 byla záležitost opavského mariánského obrazu zkoumána komisí pod vedením olomouckého kanovníka Františka hraběte Gianiniho. Výsledky šetření byly předloženy olomouckému arcibiskupovi kardinálovi Wolfgangu ze Schratenbachu. Ten slavnostně prohlásil ve svém přípise ze dne 6. června 1734: "Obraz Matky Boží v kostele svatého Jiří v Opavě pod názvem Matka milosrdenství smí být nadále veřejně uctíván jako zázračný obraz."

## 20. století
Papež Pius XI. dekretem ze dne 11. ledna 1933 dovolil, aby mimo svátek svatého Jiří, kterému byl kostel sv. Vojtěcha v Opavě původně zasvěcen, byl slaven i druhý titulární svátek tohoto kostela oslavující "Marii, Matku milosrdenství" v sobotu před nedělí v oktávu svátku Nanebevstoupení Páně. Tento svátek je slaven v Opavě i v současnosti.

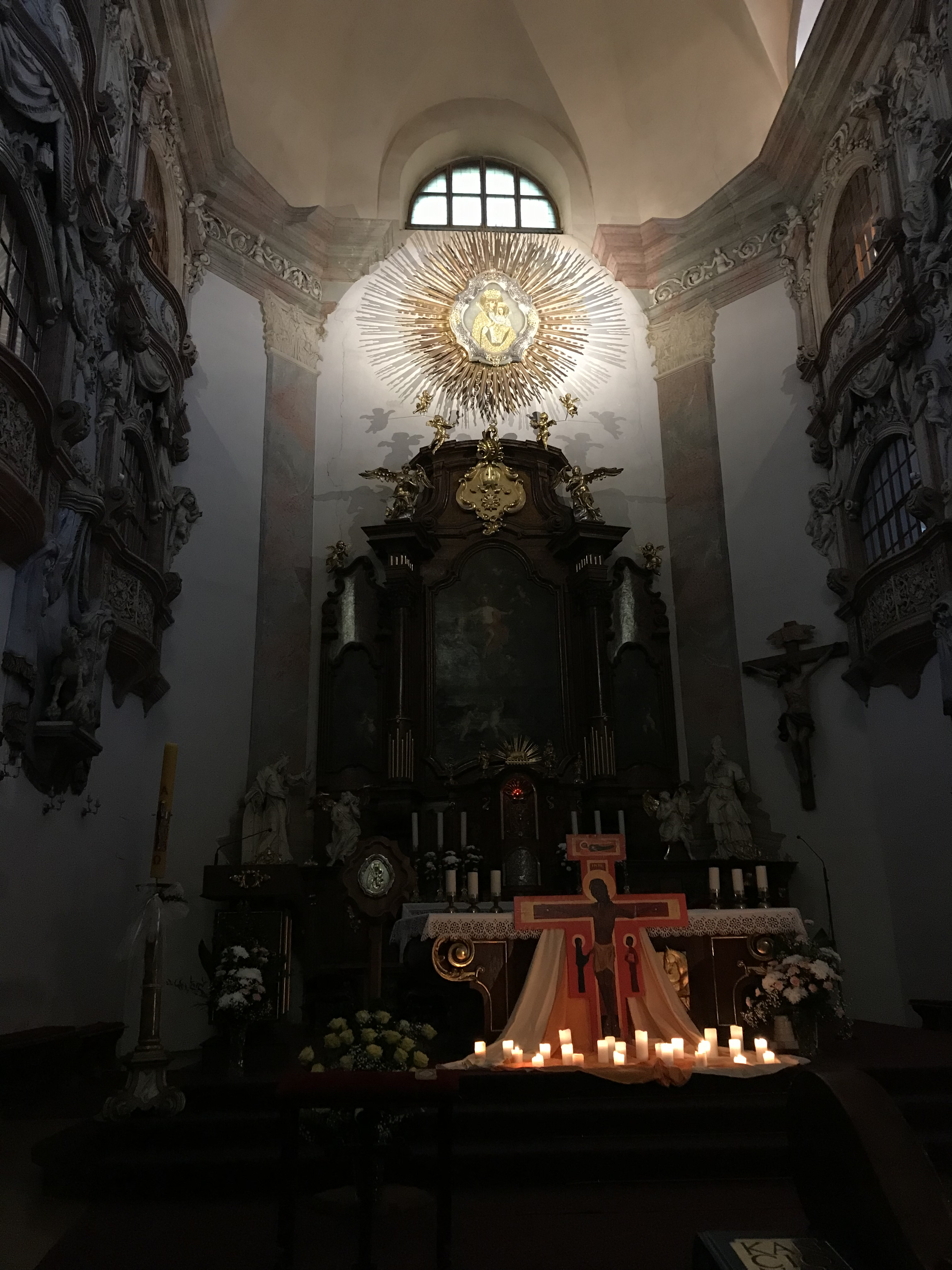
Replika milostného obrazu Panny Marie v Opavě

V závěru druhé světové války byl kostel sv. Jiří (dnešní kostel sv. Vojtěcha) silně poškozen. I milostný obraz Panny Marie byl zničen. Díky zásluhám P. Josefa Bittnera byl v roce 4. března 1951 obnovený obraz z dílny akademické malířky Libuše Lepařové a pražské firmy Safina posvěcen a umístěn na čestné místo.

## Zázračná vyslyšení
S mariánským obrazem v Opavě se pojí několik zdokumentovaných zázračných vyslyšení. 
| „ | Onemocněla jsem na jedno oko a za týden i na druhé. Velké bolesti jsem pociťovala pět týdnů. Když jsem hlavu opřela o stěnu našich kamen, tu se mi zdálo, že vidím obraz Matky Opavské. Zavolala jsem na ni a Ona mi odpověděla: "Jdi do mého domu, budeš uzdravena!" Chtěla jsem jít ihned, ale muž mi v tom zabraňoval. Stejné vidění jsem měla i podruhé. Opět jsem u manžela nepochodila. Zeptala jsem se ho, zda už je den. On mi odpověděl, že kdyby byl den, zavedl by mě k Matce Boží v Opavě. Ráno mě se zahalenou hlavou odvedl do kostela na mši svatou. Když jsme se vrátili domů, cítila jsem znovu hrozné bolesti v očích. Volala jsem k Matce Boží s důvěrou. Usnula jsem a spala do druhého rána. Když jsem se probudila, zdálo se mi, jako by vyskočily z mých očí tří jiskry a hned jsem vše jasně viděla. Komise uznala uzdravení za obdivuhodné. | “ |

Toto zdokumentované svědectví pochází od Marie Jelené z Kylešovic.